# The Beatles (No. 1)
The Beatles (No. 1) är en EP-skiva av den brittiska rockgruppen The Beatles, utgiven den 1 november 1963 i Storbritannien och den 31 oktober 1963 i Sverige. EP-skivans sånger samt omslagsbild kommer från gruppens debutalbum Please Please Me från 1963.

## Låtlista
| 1. | "I Saw Her Standing There" | John Lennon, Paul McCartney | Paul McCartney | 2:55 |
| 2. | "Misery"                   | John Lennon, Paul McCartney | John Lennon    | 1:47 |

| 1.           | "Anna (Go to Him)" | Arthur Alexander          | John Lennon     | 2:54 |
| 2.           | "Chains"           | Gerry Goffin, Carole King | George Harrison | 2:23 |
| Total längd: | Total längd:       | Total längd:              | Total längd:    | 9:59 |